# Beaumont-du-Ventoux
Beaumont-du-Ventoux este o comună în departamentul Vaucluse din sud-estul Franței. În 2009 avea o populație de 317 de locuitori.

## Evoluția populației
| An        | 1975 | 1982 | 1990 | 1999 | 2006 | 2009 |
| --------- | ---- | ---- | ---- | ---- | ---- | ---- |
| Populație | 185  | 240  | 260  | 286  | 322  | 317  |